# آسترال پروجکشن
آسترال پروجکشن (به انگلیسی: Astral Projection) نام یک گروه موسیقی سایکدلیک /گوآ ترنس می‌باشد.

## تاریخچه
این گروه که در ابتدای کار نامش SFX بود در سال ۱۹۸۹ توسط Avi Nissim و Lior Perlmutter در اسراییل تشکیل شد و در ۲سال بعد آن‌ها اولین تک آهنگ خود به نام جنون هیولا (Monster Mania) را ساختند که آن‌ها را به سمت بیرون دادن اولین آلبوم رسمی خودشان سوق داد. اما هنگامی که آن‌ها تصمیم گرفتند به نیویورک رفته و شانس خود را برای علاقه‌مند کردن اروپا به سای ترنس امتحان کنند کار برو روی آلبوم متوقف شد. درست اندکی بعد از اینکه آن‌ها به نیویورک رفته بودند یکی از اعضای گروه یعنی "آوی نیسیم" تصمیم گرفت به زادگاه خود یعنی اسراییل برگردد و حرفه موسیقایی خود را در آنجا ادامه دهد. این در حالی بود که دیگر عضو این گروه یعنی "لیور پرل موتر" تصمیم گرفت در آمریکا بماند و در سال ۱۹۹۲ او اولین تک‌آهنگ مستقل خود بنام JBIE را منتشر ساخت. در مدت زمانی که "لیور" در آمریکا اقامت داشت "آوی" گروهی متشکل از Yaniv Haviv و Guy Sabbag به همراهی خودش تشکیل داد و سپس اولین تک‌آهنگ مستقل خود را بنام دنیایی دیگر "Another World" را ساختند. در اوایل سال ۱۹۹۴ "لیور پرل موتر" به اسراییل بازگشت و به به گروه تازه تشکیل شده آوی نیسیم پیوست و اولین آلبوم رسمی خود را تحت نام SFX بنام اعتماد ترنس(Trust in Trance) را به بازار عرضه نمودند. نسخه دوم از آلبوم اعتماد ترنس مقام دوم بهترین آلبوم فروخته شده را در چارت اسراییل از آن خود کرد. بعد از عرضه نسخه دوم آلبوم اعتماد ترنس Guy Sabbagتصمیم گرفت که از گروه جدا شود و ۳اعضای باقی‌مانده نام گروه خود را به Astral Projection تغییر دادند. در سال ۱۹۹۵ آن‌ها استودیو حرفه‌ای موسیقی خودشان را تأسیس کردند. آن‌ها ۹ آلبوم تا به امروز منتشر کرده‌اند که بعضی از آن‌ها مقام بهترین آلبوم فروخته شده را دارا می‌باشند. آخرین آلبوم این گروه که ۱۰ نام دارد در سال ۲۰۰۴ به دنیای موسیقی عرضه شد. این گروه تحت نام آسترال پروجکشن تا قبل از سال ۲۰۰۴ آلبومی به دنیای موسیقی عرضه نکرده بودند و تا به آن زمان آن‌ها تعدادی تک تراک ساخته بودند و آلبوم Tenاولین آلبوم رسمی این گروه تحت نام آسترال پروجکش بود. از شناخته شده‌ترین آهنگ‌های این گروه می‌توان به Kabalah و مردم می‌توانند پرواز کنند ((Pepole Can Fly و Mahadeva و کهکشان رقص (Dancing Galaxy) اشاره نمود. آخرین آلبوم چند آهنگه [�] (به انگلیسی: EP)گروه آسترال پروجکش به نام‌های جامعه باز (Open Society) - نبوت (The Prophecy) - یک (One) و دنیای بیگانه (Strange World) مورد استقبال پرشور هواداران سای و گوآ ترنس قرار گرفت. EP جدید این گروه بنام جامعه باز پس از چند بار تأخیر پیاپی بالاخره در سپتامبر سال ۲۰۱۰ منتشر شد. البته در ابتدای کار قرار بود این آلبوم در ژانویه سال ۲۰۰۸ منتشر بشود که آن‌ها تاریخ عرضه را به سپتامبر ۲۰۰۸ و سپس آن را به سال ۲۰۰۹ و سپس به سپتامبر سال ۲۰۱۰ به تعویق انداختند. بعد از تعویق سال ۲۰۰۸گروه با کمپانی B.N.E که توافق کرده بود آلبوم گروه را تحت نام لیبل خود منتشر کند دچار اختلافاتی شد. زمانی که گروه در مورد آلبوم خود در وب سایتشان هیچگونه توضیحی ارائه نکردند در صفحه Myspace خود اعلام داشتند که EP جامعه باز با لیبل " اعتماد ترنس " (به انگلیسی: Trust in Trance Records)عرضه خواهد شد.

## فروشگاه
در فوریه سال ۲۰۱۰ آن‌ها فروشگاه جدید خود را در وب سایتشان راه اندازی کردند و آهنگ‌های ساخته شده توسط خود را در این فروشگاه برای دانلود رایگان با فرمتهای Mp۳و wave قرار دادند. گروه EPجدید خود بنام "One" را در ژوئن سال ۲۰۱۲منتشر ساختند.

## دیسکوگرافی
- The Unreleased Tracks (1989–1994) (تحت نام SFX)
- Trust in Trance 1 (سال ۱۹۹۴ میلادی) (اعتماد ترنس ۱)
- Trust in Trance 2 (سال ۱۹۹۵ میلادی) (اعتماد ترنس ۲)
- Trust in Trance 3 (سال ۱۹۹۶ میلادی) (اعتماد ترنس ۳)
- The Astral Files (سال ۱۹۹۶ میلادی) (فایل‌های کیهانی)
- Dancing Galaxy (سال ۱۹۹۷ میلادی) (رقص کهکشان)
- Trust In Trance - The Next Millennium (سال ۱۹۹۸ میلادی)
- Another World (سال ۱۹۹۹ میلادی) (دنیایی دیگر)
- In the Mix (سال ۲۰۰۰ میلادی)
- Unmixed Vinyl (غیررسمی) (سال ۲۰۰۰ میلادی)
- Amen (سال ۲۰۰۲ میلادی) (آمین)
- Ten (سال ۲۰۰۴ میلادی) (ده)
- Back To Galaxy (سال ۲۰۰۵ میلادی) (برگشت به کهکشان)
- The Blissdom EP (سالگرد ۱۱ ام Limited Edition) (سال ۲۰۱۰ میلادی)
- Open Society EP (سال ۲۰۱۰ میلادی) (جامعه باز)
- One EP (سال ۲۰۱۲ میلادی) (TIP Records) (یک)
- Goa Classic Remixed (سال ۲۰۱۴ میلادی) (TIP Records)
- Let There Be Light EP (سال ۲۰۱۷میلادی) (Suntrip Records)